# U lympho Hodgkin
U lympho Hodgkin, là một dạng u lympho ác tính, một bệnh ung thư hệ bạch huyết, một phần của hệ miễn dịch. Trong u lympho Hodgkin, các tế bào trong hệ bạch huyết phát triển bất thường và có thể lan rộng ra khỏi hệ bạch huyết theo thứ tự đến các hạch khác, lách, gan và tuỷ xương. Căn bệnh này được đặt theo tên của bác sĩ người Anh Thomas Hodgkin (1798-1866), người vào năm 1832 đã mô tả nó lần đầu tiên.
U lympho hodgkin là một trong hai loại phổ biến của bệnh ung thư hệ bạch huyết. Các loại khác, u lympho không hodgkin phổ biến hơn.

## Dịch tễ học
Không giống như các bệnh u lympho không hodgkin, mà số người mắc bệnh tăng theo tuổi, bệnh hodgkin ở Mỹ và các nước kinh tế phát triển khác, tuổi mắc u lympho Hodgkin phân bổ theo đường cong có hai đỉnh, một ở độ tuổi 15-35 và một ở độ tuổi trên 55. Đa số bệnh nhân là thanh niên trẻ.

### Toàn cầu
Năm 2010, toàn cầu có khoảng 18.000 người chết, bớt đi so với năm 1990 là 19.000 người.,

### Hoa Kỳ
Hàng năm ở Mỹ có gần 7500 trường hợp bệnh hodgkin mới mắc và khoảng 1500 trường hợp tử vong.

### Anh
Có ít hơn 1% số người mắc u lympho Hodgkin so với tất cả các người mắc bệnh và chết vì bệnh ung thư ở Anh Quốc. Khoảng 1.800 người bị chẩn đoán có bệnh năm 2011, và khoảng 330 người chết năm 2012.

## Nguyên nhân
Nguyên nhân chính xác của ung thư hạch Hodgkin chưa được biết rõ.

## Bệnh học
U lympho hodgkin xảy ra khi các tế bào B phát triển lớn bất thường, được gọi là tế bào Reed - Sternberg. Thay vì trải qua chu kỳ tế bào bình thường, tế bào Reed - Sternberg không chết và tiếp tục sản xuất các tế bào bất thường B trong một quá trình ác tính. Những tế bào này cũng thu hút các tế bào miễn dịch bình thường gây phì đại hạch bạch huyết.

## Chẩn đoán
Qua chẩn đoán, bác sĩ sẽ xác định được mức độ bệnh, mà có ảnh hưởng đến lựa chọn điều trị.

### Các giai đoạn
- Giai đoạn I - Chỉ có tổn thương bệnh ở một vùng hạch hoặc một cấu trúc ngoài hạch.
- Giai đoạn II - Tổn thương từ 2 vùng hạch hoặc cấu trúc hạch trở lên nhưng ở về một phía của cơ hoành.
- Giai đoạn III - Tổn thương các vùng hạch hoặc cấu trúc hạch ở cả hai phía của cơ hoành.
- Giai đoạn IV - Tổn thương lan rộng nhiều cơ quan và các mô ngoài các vùng hạch hoặc cấu trúc hạch, ví dụ gan, phổi hoặc tuỷ xương

Xác định dưới nhóm
Các tiêu chuẩn bổ sung giúp bác sĩ tiếp tục xác định các dưới nhóm trong một giai đoạn gồm:
- Các triệu chứng như sốt không rõ nguyên nhân, ra mồ hôi ban đêm hoặc giảm cân không rõ nguyên nhân trong vòng 6 tháng trước khi chẩn đoán. Chữ cái "A" (ví dụ giai đoạn ILA.) có nghĩa là không có các triệu chứng này. Chữ cái "B" (ví dụ giai đoạn IIIB) có nghĩa là có các triệu chứng này;
- Tình trạng lan tại chỗ của bệnh từ một vùng hạch hoặc cấu trúc hạch tới mô lân cận hoặc liền kề ở cùng một vùng của cơ thể được biểu diễn bằng chữ cái "e", (ví dụ giai đoạn Ile);
- Tổn thương ở lách được biểu diễn bằng chữ cái "s" (ví dụ giai đoạn IIIs);
- Tình trạng "bệnh lan rộng", khi mô ung thư có kích thước lớn, được biểu diễn bâng chữ cái X.
Ví dụ, một bệnh nhân bị u lympho Hodgkin có tổn thương hạch cổ, hạch trung thất và hạch bẹn (có nghĩa là cả trên và dưới cơ hoành) đồng thời có các triệu chứng như sốt, ra mồ hôi vào ban đêm và giảm cân (các triệu chứng toàn thân), được xếp vào giai đoạn IIIB.

## Điều trị
Các phương thức điều trị chính cho u lympho Hodgkin là hóa trị và bức xạ.

### Hóa trị
Hóa trị là sử dụng thuốc kết hợp cụ thể để tiêu diệt tế bào ung thư. Các loại thuốc đi qua máu và có thể đạt gần như tất cả các vùng của cơ thể.
Một mối quan tâm lớn với hóa trị liệu là khả năng tác dụng phụ lâu dài và các biến chứng như tổn thương tim, tổn thương phổi, tổn thương gan, vấn đề khả năng sinh sản và ung thư thứ cấp như bệnh bạch cầu cấp.

### Bức xạ
Khi bệnh giới hạn trong một khu vực hạn chế, xạ trị có thể được lựa chọn. Với bức xạ trị liệu, năng lượng cao X quang được sử dụng để tiêu diệt tế bào ung thư. Thời gian điều trị bức xạ khác nhau, tùy thuộc vào giai đoạn của bệnh. Xạ trị có thể được sử dụng một mình, nhưng thường được sử dụng với hóa trị. Nếu tái phát sau khi xạ trị, hóa trị liệu trở nên cần thiết.
Một số hình thức trị liệu phóng xạ có thể làm tăng nguy cơ mắc bệnh tim, đột quỵ, các vấn đề về tuyến giáp, vô sinh và các hình thức khác của bệnh ung thư, chẳng hạn như vú hoặc ung thư phổi. Bức xạ cũng có thể thiệt hại mô khỏe mạnh gần đó. Hầu hết trẻ em bị u lympho Hodgkin được điều trị bằng hóa trị liệu, nhưng cũng có thể được điều trị bằng bức xạ liều thấp.
Quyết định sử dụng hóa chất hoặc chiếu xạ hoặc cả hai biện pháp điều trị phụ thuộc chủ yếu vào giai đoạn của bệnh. Nguyện vọng của bệnh nhân về nguy cơ và lợi ích của phương pháp điều trị cũng là một căn cứ quan trọng trong quyết định lựa chọn biện pháp điều trị.